# More volnouietsia raz
Pour plus de détails, voir Fiche technique et Distribution.
More volnouietsia paz ou en anglais Freeze Dance (en russe : Море волнуется раз, La Mer, un jour, est agitée) est un long métrage du réalisateur russe Nikolaï Khomeriki, dont le rôle principal est joué par Olga Bodrova. La première du film a eu lieu en septembre 2021, lors du festival Kinotavr 2021. Le film a reçu le grand prix de ce festival et Olga Bodrova a reçu le prix du meilleur rôle féminin.

## Synopsis
Le drame psychologique La Mer, un jour, est agitée de Khomeriki raconte l'histoire des amants Sacha et Kolia, qui, se promenant dans les bois, trouvent une maison abandonnée, où ils décident de s'arrêter pour tenter de comprendre leurs sentiments réciproques. Chaque nuit, Sacha fait un rêve dans lequel elle essaie en vain d'appeler Kolia avant d'être recouverte d'une vague géante. Au cours de leur séjour, le couple rencontre un autre couple plus âgé, qui leur fait penser à eux-mêmes dans de nombreuses années. Cette rencontre les conduit à opérer des profonds changements dans leur vie. Les rôles principaux du film ont été interprétés par Olga Bodrova (la fille de Sergueï Sergueïevitch Bodrov), Youlia Aoug et Andreï Smoliakov.

## Fiche technique
Sauf indication contraire, les informations mentionnées dans cette section peuvent être confirmées par la base de données cinématographiques IMDb,  présente dans la section « Liens externes ».
- Titre original : Море волнуется раз
- Titre français : More Volnouietsia raz
- Réalisation : Nikolaï Khomeriki
- Scénario : Nikolaï Khomeriki et Alexandre Rodionov
- Genre : drame
- Durée : 124 minutes (2 h 4 min)
- Dates de sortie : 
  - Russie : 22 septembre 2021 (Kinotavr 2021) ; 9 décembre 2021 (sortie nationale)

## Distribution
- Olga Bodrova : Sacha
- Valeri Stepanov : Kolia
- Youlia Aoug : la femme du couple âgé
- Andreï Smoliakov : l'homme du couple âgé

## Production et première
Le réalisateur du film est Nikolaï Khomeriki, le rôle principal est joué par Olga Bodrova (actrice du théâtre au Masterskaïa Piotra Fomenko, l'Atelier Piotr Fomenko), qui fait, avec ce film, ses débuts au cinéma. La première du film a eu lieu en septembre 2021 au festival Kinotavr 2021,.